# ジャネル・カフラン
ジャネル・カフラン（Caner Cavlan、1992年2月5日）は、オランダ・ドゥーティンヘム出身のサッカー選手。FCエメン所属。ポジションはDF。

## 経歴
2020年7月8日、FCエメンに復帰し、1年契約を交わした。